# Scheunenvorsteher des Amun
Der Scheunenvorsteher des Amun war ein altägyptischer Beamtentitel, der seit dem Neuen Reich belegt ist.
Die Aufgabe des Scheunenvorstehers bestand in der Versorgung der thebanischen Tempel. Er beaufsichtigte vor allem die Lieferungen an den Amuntempel, wie z. B. Sklaven, Auslandstribute, monatliche Weihrauchsrationen oder Rinder- und Getreidezuweisungen.
Das Amt des Scheunenvorstehers wurde in der 18. Dynastie durchgehend vom Bürgermeister von Theben ausgeführt. Darstellungen von den Tätigkeiten des Scheunenvorstehers finden sich in den Gräbern von Ineni (TT81), Sennefer (TT96) und Sauser.